# Vindenes
Vindenes is een plaats in de Noorse gemeente Øygarden, provincie Vestland. Vindenes telt 414 inwoners (2007) en heeft een oppervlakte van 0,37 km².